# انتحال عنوان آي بي

الجزء الرأسي للصندوق آي بي في6.

انتحال عنوان آي بي (Spoofing IP Adress) في علم الحاسب هو عبارة عن تعديل صناديق البيانات المتبادل بين حاسوب المتحيل والشبكة المتصل بها بعنوان مغاير للعنوان الأصلي (Source Adress). وهذا الأخير معرّف في الجزء الرأسي للصندوق.
الغاية من استخدام عنوان مغاير هي:
- التستر وراء عنوان آخر لإخفاء الهوية الأصلية.
- الاستفادة من الصلاحيات المسندة للعنوان المستغل.[1]

## الخدامات المستهدفة
من بين الخدمات غير المحصنة من انتحال الآي بي:
- الخدمات التي تعتم على العنوان آي بي لقبول الدخول.
- الخدمات آر (R Services suit) مثل آر لوجين، rsh...
- نظام النافذة إكس